# Juan Peréda Asbun
Juan Pereda Asbún (La Paz, 15 giugno 1931 – Santa Cruz de la Sierra, 25 novembre 2012) è stato un politico e generale boliviano. È stato Presidente della Bolivia de facto dal 21 luglio al 24 novembre 1978.

## Onorificenze
| Controllo di autorità | VIAF (EN) 310151246540544131904 · GND (DE) 1147232652 |